# Montfavet
Montfavet ist ein Gemeindeviertel von Avignon im französischen Département Vaucluse in der Region Provence-Alpes-Côte d’Azur. Der Begriff „Viertel“ ist etwas irreführend, da Montfavet eigentlich einen unabhängigen Dorfkern bildet, der über eine eigene Postleitzahl 84140 verfügt (Die Postleitzahl von Avignon ist 84000). Montfavet liegt fünf Kilometer vom avignonesischen Stadtgebiet entfernt.
Der Ort zählt etwas weniger als 14000 Einwohner und bildet für Avignon ein besonderes Verwaltungsgebiet, das einen speziellen stellvertretenden Bürgermeister stellt.
Montfavet beherbergt vor allem das psychiatrische CHS auf dem Hügel bei Montdevergues, den Agroparc von Avignon sowie den Flughafen von Châteaublanc.

## Geschichte
Während der Französischen Revolution war Montfavet zeitweilig eine eigene Gemeinde. 1794 wurde sie erneut an Avignon angegliedert.
In den 1990ern setzte sich die Vereinigung Montfavet Commune Libre für die Errichtung einer von Avignon echt unabhängigen Gemeinde ein. Trotz einer breiten Unterstützung durch die Bevölkerung und befürwortenden Gerichtsverfahren (befürwortende Stellungnahme des Conseil d’État) wurde das Projekt nie fertiggestellt.

## Persönlichkeiten
- Jules-François Pernod, Unternehmer, Gründer der Marke Pernod
- Jules-Félix Pernod, Unternehmer, Gründer der Marke Anis Pernod
- Camille Claudel, beigesetzt am 21. Oktober 1943 auf dem Friedhof von Montfavet, nach 30 Jahren im Psychiatrischen Zentrum von Montdevergues
- Franck Lucchesi, Fußballspieler
- Jean Alesi, Rennfahrer